# Pelastoneurus zogualensis
Pelastoneurus zogualensis är en tvåvingeart som beskrevs av Grichanov 2004. Pelastoneurus zogualensis ingår i släktet Pelastoneurus och familjen styltflugor.
Artens utbredningsområde är Elfenbenskusten. Inga underarter finns listade i Catalogue of Life.